# Kaiyodo
Kaiyodo (海洋堂?, Kaiyōdō) è una azienda giapponese specializzata nella produzione di action figure e garage kit. La sua sede principale è a Kadoma, nella Prefettura di Osaka.
Originariamente, Kaiyodo era un piccolo negozio in Giappone, cresciuta allo stato attuale nel corso degli anni. Le action figure prodotte dall'azienda sono diventate fra le più conosciute fra i collezionisti, ed in particolar modo hanno ottenuto grande successo le linee revoltech, particolarmente snodabili grazie ad una particolare tecnologia.
La produzione principale dell'azienda è dedicata a figure ispirate a personaggi di anime, manga e videogiochi, benché in anni più recenti la Kaiyodo abbia acquisito i diritti anche di altre licenze, come King Kong e Godzilla.